# Jean-Baptiste Nôtre
Jean-Baptiste Nôtre /ʒɑ̃ baˈtist notʁ/ (Toul, 4 settembre 1732 – Toul, 20 febbraio 1807) è stato un compositore e organista francese.

## Biografia
Suo padre, Jacob Notter, originario di Mels, nei pressi di Sargans in Svizzera, si sposò a Toul nel 1721 e vi si stabilì, dopo aver servito come soldato nel reggimento di Esly; divenne lo svizzero della cattedrale, con il nome francesizzato di Jacques Nôtre.
Inizialmente ministrante della cattedrale, Jean-Baptiste Nôtre ricevette molto probabilmente le prime lezioni di organo dagli organisti Noirel e Martelet. Nel 1754 i canonici gli assegnarono una borsa di studio per formarsi sei mesi a Parigi con Guillaume-Antoine Calvière (1695-1755), uno degli organisti della cappella reale e titolare alla Cattedrale di Notre-Dame. Al suo ritorno, lo nominarono organista della Cattedrale di Toul, che disponeva di un magnifico strumento costruito da Nicolas Dupont fra il 1751 e il 1755.
Fu chiamato a valutare gli organi dell'abbazia cistercense di Notre-Dame di Beaupré (1775), della chiesa abbaziale dei santi Pietro e Paolo di Neuwiller-lès-Saverne (1778), dell'abbazia di san Vincenzo di Metz (1779) e della cattedrale di Nancy (1787, 1789).
Nel 1793 fu incaricato di fare la stima degli organi di tutte le chiese di Toul diventate beni nazionali. Anche se la Rivoluzione sospese per un certo tempo le sue attività, rimase organista della cattedrale fino alla morte.
Nel 1757 aveva sposato a Nancy Françoise Mangin, figlia di un locandiere, con la quale ebbe cinque figli. La loro figlia Marguerite Nôtre (1759-1837) fu organista della parrocchia di san Giacomo di Lunéville.

## Il suoLivre d'orgue
Conservato presso la biblioteca municipale di Châlons-en-Champagne (manoscritto 941), fra le musica proveniente dall'organista Jean Baptiste Charbonnier (1764-1859) e intitolato Livres de piesses d’orgue par l’organiste de Toul, la raccolta di pezzi di Nôtre contiene nove suite di otto brevi composizioni, ordinate secondo i toni ecclesiastici, e che potrebbero essere dei versetti per il Magnificat:
- [Primo tono]: Plein jeux. Fugue grave. Duo. Trio. Basse de trompette. Récit. Duo. Grand jeux. Grand jeux.
- [Secondo tono]: Plein jeux. Fugue grave. Duo. Trio. Cornet. Basse de trompette. Grand jeu. Récit de cromhorne. Grand jeux.
- [Terzo tono]: Plein jeux. Fugue grave. Duo. Trio. Récit. Cornet. Trio. Grand jeux. Grand jeux.
- [Quarto tono]: Plein jeux. Fugue grave. Duo. Trio. Récit. Cornet. Duo. Grand jeux. Grand jeux.
- [Quinto tono]: Plein jeux. Fugue grave. Duo. Récit. Clairinette. Basse de trompette. Trio. Grand jeux. Grand jeux.
- [Sesto tono]: Plein jeux. Fugue grave. Duo. Clairinette. Duo. Trio. Basse de trompette. Grand jeux. Grand jeux.
- [Settimo tono]: Plein jeux. Fugue grave. Duo. Récit. Trompette. Trio. Basse de trompette. Grand jeux. Grand jeux.
- [Ottavo tono]: Plein jeux. Fugue grave. Duo. Trio. Clairinette. Cornet. Récit. Grand jeux. Grand jeux.

Inserendosi nella grande tradizione francese dei livre d'orgue liturgici, la raccolta di Nôtre riflette bene le evoluzioni del gusto nella seconda metà del XVIII secolo, in particolare l'influenza della musica tedesca per fortepiano: i pezzi sono infatti scritti senza pedale obbligato e possono essere suonati anche su altri strumenti a tastiera.

## Discografia
- Jean-Baptiste Nôtre, Le Livre d'Orgue, Pascal Vigneron all'organo Schwenkedel (1963) della cattedrale di Toul e all'organo storico di Charles Cachet (1720) di Domgermain - ref. Quantum QM 7064 (2012).